# Laurent Koscielny
Laurent Koscielny, né le 10 septembre 1985 à Tulle en France, est un ancien footballeur international français qui évoluait au poste de défenseur central de 2004 à 2022.
Il participe à l'Euro 2012, à la Coupe du monde 2014 et à l'Euro 2016 avec l'équipe de France.

## Biographie

### Formation
Né à Tulle d'un père issu d'une famille polonaise, immigrée en France et d'une mère française, originaire de la Somme (née à Long), il passe par les équipes jeunes du Tulle Football Corrèze, de l'Étoile sportive aiglons briviste et du Limoges FC, Laurent Koscielny rejoint le centre de formation de l'En avant Guingamp en juillet 2003. Il passe une première saison avec la réserve du club breton avant de faire sa première apparition en équipe première le 1er novembre 2004 en entrant en fin de match face au Clermont Foot (défaite 2-1). Après trois saisons passées sous le maillot guingampais durant lesquelles il prend part à 47 matchs toutes compétitions confondues, Koscielny est recruté par le Tours FC durant l'été 2007.

### EA Guingamp
Il fait sa première apparition en équipe première le 1er novembre 2004 en entrant en fin de match face au Clermont Foot 63 (défaite 2-1). Il fait trois saisons sous le maillot guingampais durant lesquelles il prend part à 47 matchs toutes compétitions confondues.

### Tours FC
Koscielny est recruté par le Tours FC durant l'été 2007. Il joue son premier match pour le club le 4 août 2007 face au Vannes OC, lors de la première journée de la saison 2007-2008. Il est titularisé et son équipe l'emporte (0-1 score final).
Lors de la première saison en National, le club tourangeau est promu en Ligue 2 en terminant à la seconde place du championnat. Laurent Koscielny marque son premier but professionnel lors du premier tour de Coupe de la Ligue contre les Chamois niortais.
Koscielny est auteur d'un excellent début de saison 2008-2009. Le 31 octobre 2008, il marque ses deux premiers buts en Ligue 2 contre l'AC Ajaccio. Il marque un nouveau doublé deux mois plus tard contre le Stade De Reims. Ses bonnes performances tout au long de cette saison lui valent de recevoir l'Étoile d'or France Football de Ligue 2.

### FC Lorient
Le 16 juin 2009, Koscielny signe un contrat de quatre ans en faveur du FC Lorient pour la somme de 1,5 million d'euros. Titulaire dès la première journée de championnat, il marque son premier but en Ligue 1 le 15 août 2009 contre le Montpellier HSC.
Après une saison pleine avec le club breton durant laquelle il dispute 40 matchs et marque 4 buts, le défenseur français est suivi par plusieurs clubs et notamment par Arsenal FC.

### Arsenal FC

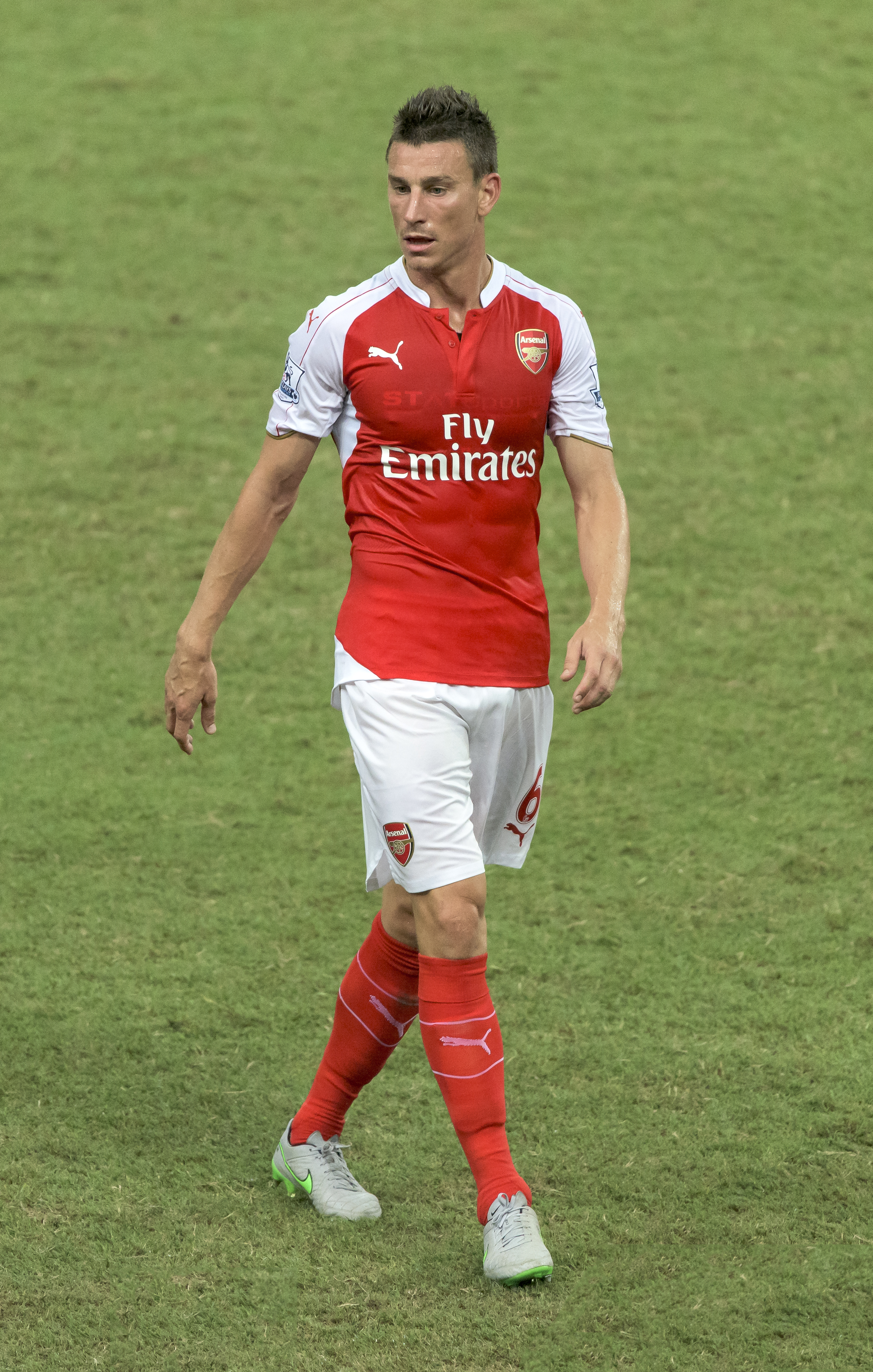
Koscielny sous les couleurs d'Arsenal FC en 2015.

Le 7 juillet 2010, le club londonien confirme l'arrivée de Koscielny chez les Gunners.
Koscielny joue son premier match avec Arsenal FC face à Liverpool FC à Anfield. Il fut expulsé à la 94e minute après avoir reçu deux cartons jaunes. Koscielny marque son premier but sous les couleurs d'Arsenal en championnat face aux Bolton Wanderers le 11 septembre 2010 (victoire 4-1).
Koscielny fait ses débuts en Europe le 15 septembre face à SC Braga à l'Emirates Stadium (victoire 6-0).
Quelques mois plus tard, Koscielny progresse de plus en plus en faisant un match brillant face à Sunderland AFC et en faisant un tacle parfait face à Tottenham pour empêcher Aaron Lennon de marquer en League Cup. Le 27 octobre, Koscielny bloque un tir sur la ligne face à Newcastle United et délivre une passe décisive à Theo Walcott pour marquer le but de la victoire lors du 4e tour en League Cup. Lors du match comptant pour la 11e journée de Premier League face à Newcastle perdu 1-0 par les Gunners, Koscielny est expulsé quelques secondes avant la fin du match, ce qui constitue déjà son second carton rouge de la saison. En février 2011, Koscielny marque son second but en Premier League en offrant la victoire à son club face à Everton FC Le 27 février 2011, lors de la finale de la League Cup contre Birmingham City, une mésentente avec son gardien Wojciech Szczęsny en fin de rencontre permet à Obafemi Martins de marquer l'ultime but du match. Cette défaite prive les Gunners d'un titre attendu depuis cinq ans.
Le 6 mars 2012, pendant les huitièmes de finale de Ligue des champions, le défenseur français marque son premier but en Ligue des champions face à l'AC Milan (victoire 3-0). Malgré cette victoire, les Londoniens sont éliminés de la compétition à la suite de la lourde défaite du match aller (4-0). Lors de la dernière journée de Premier League, Koscielny marque le but de la victoire face à West Bromwich (victoire 2-3) ce qui permet à son club de se qualifier directement pour la Ligue des champions en finissant troisième avec 70 points. En juin 2012, les Gunners annoncent sur leur site officiel que Koscielny signe un nouveau contrat de « longue durée ». Son premier but de la saison fut face à Manchester City en offrant l'égalisation à la 81e minute. En octobre 2012, Koscielny marque un but de la tête à la 88e minute face à Reading FC après avoir marqué contre son camp en League Cup, permettant à son équipe de revenir au score après avoir été menée 4-0, pour finalement obtenir la qualification après avoir joué un match exceptionnel (victoire 7-5).
Le 13 mars 2013, Koscielny marque face au Bayern Munich à l'Allianz Arena lors des 8e de finale en Ligue des champions. Son but fut celui du 2-0 et le score sur l'ensemble des deux matchs était de 3-3. Malgré la victoire, Arsenal ne se qualifie pas pour les quarts de finale. Le 19 mai 2013, Koscielny marque le but de la victoire face à Newcastle (0-1) et permet aux Gunners d'Arsène Wenger de finir la saison à la quatrième place et d'accéder aux barrages de la Ligue des champions. À la fin de la saison, Koscielny fut nommé 2e meilleur joueur de la saison.
Le 9 mai 2014, il prolonge son contrat avec Arsenal, à longue durée. 17 mai 2014, Laurent Koscielny égalise lors de la finale de la FA Cup face à Hull City à la 71e minute, alors qu'ils étaient menés 2-0 au bout de 8 minutes de jeu, Santi Cazorla marque le premier but sur un magnifique coup franc et Aaron Ramsey offre la victoire et un premier titre attendu pendant neuf ans à Arsenal.
Ce but de Koscielny lui permet également de se rattraper de son erreur face à Birmingham City en finale de League Cup.
Koscielny remporte la Community Shield face à Manchester City, son deuxième trophée en un an.
Le 4 mai 2015, Koscielny joue son 200e match pour les Gunners face à Hull City (victoire 3-1).
Il remporte sa 2e FA Cup face à Aston Villa (victoire 4-0) pour la deuxième année consécutive. À la suite des nombreuses absences de Per Mertesacker et des blessures de Mikel Arteta et de Santi Cazorla, Koscielny porte le brassard de capitaine pendant plusieurs matchs.
Lors de la saison 2016-2017, Koscielny est nommé vice-capitaine des Gunners après Mertesacker. Pendant la 4e journée du championnat, il est nommé capitaine en l'absence de ce dernier et marque un retourné acrobatique lors de son anniversaire alors qu'ils sont menés 1-0 face à Southampton (victoire 2-1). L’erreur de Laurent Koscielny lors d’Arsenal-Everton (38e journée de Premier League) lui vaut être suspendu trois rencontres. Il manquera la finale de la FA Cup.
En 2018, il se blesse en tout début de match lors de la demi-finale retour de la Ligue Europa entre l’Atletico Madrid et Arsenal, Laurent Koscielny souffre d’une rupture du tendon d’Achille droit. Le défenseur central est forfait pour la Coupe du monde en Russie.
Unai Emery remplace Arsène Wenger pour la saison 2018-2019. Après six mois d'absence, Koscielny retrouve son niveau et atteint même la finale de la Ligue Europa défait par Chelsea FC (4-1). Il quitte le Club de Londres à l'issue de la saison 2018-2019.

### Girondins de Bordeaux

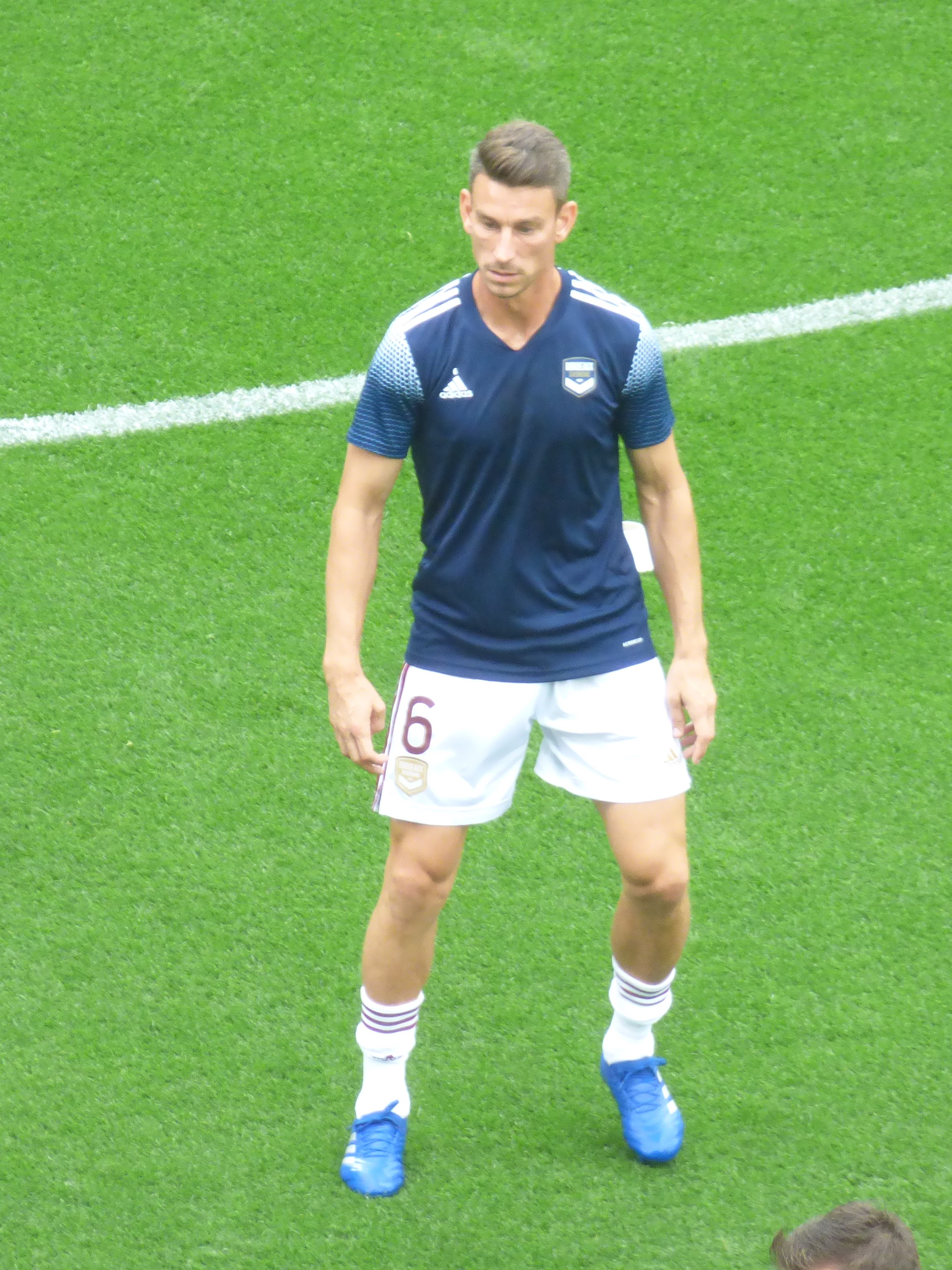
Koscielny avec les Girondins de Bordeaux en septembre 2020.

Le 6 août 2019, Koscielny s'engage avec les Girondins de Bordeaux. Il quitte donc Arsenal après avoir inscrit 27 buts en 353 matchs toutes compétitions confondues en l'espace de neuf saisons. Il joue son premier match pour Bordeaux le 17 août 2019 lors d'une rencontre de championnat face au Montpellier HSC (1-1).
Avec l'arrivée de Jean-Louis Gasset comme entraîneur principal des Girondins en août 2020, Koscielny est nommé capitaine à la place de Benoît Costil. Mais il se blesse à nouveau au même tendon d'Achille en avril 2021 alors que le club se trouve dans une très mauvaise situation tant sportive que financière. Koscielny fait son retour à la compétition le 23 mai 2021, lors de la dernière journée de la saison 2020-2021 contre le Stade de Reims. Il est titularisé et son équipe s'impose par deux buts à un.
Le président du club Gérard Lopez ne le désirant plus au sein de l'effectif de son club, son contrat est résilié le 29 janvier 2022. La direction du club lui reproche son manque d'investissement pour justifier son renvoi du club.
À la suite de la résiliation de son contrat, Koscielny choisit de prendre sa retraite professionnelle mais reste au Girondins de Bordeaux en occupant des fonctions liées à la représentation du club.

### En sélection
Susceptible de défendre les couleurs de la sélection polonaise à laquelle ses origines lui donnent droit, Laurent Koscielny affirme vouloir « jouer pour l'équipe de France ». « C'est une priorité » ajoute le défenseur, expliquant qu'il ne veut « pas laisser passer une chance de jouer pour la France ». Alors que la Fédération polonaise de football le contacte pour qu'il acquière la nationalité de son grand-père, Koscielny refuse et ne perd pas espoir d'être appelé chez les Bleus de Laurent Blanc.
Performant avec Arsenal, Laurent Koscielny est enfin récompensé en étant convoqué par Laurent Blanc pour le match amical face au Brésil au Stade de France le 9 février 2011 mais il n'entre pas en jeu. Après plusieurs convocations en Bleu tout au long de l'année 2011, il honore sa première sélection le 11 novembre 2011 face aux États-Unis (victoire 1-0).
En 2012, il fait partie des joueurs sélectionnés par Blanc pour disputer l'Euro. Il ne joue cependant qu'un match, le quart de finale perdu contre l'Espagne deux buts à zéro.

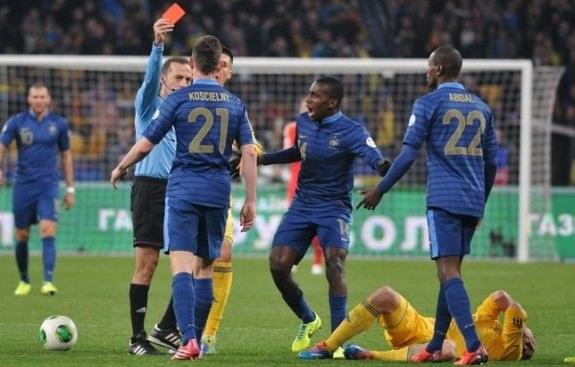
Koscielny recevant un carton rouge pendant le match aller France-Ukraine le 15 novembre 2013.

Il est expulsé pour une gifle sur un adversaire lors de la déroute des Bleus dans le match aller des barrages pour la Coupe du monde 2014 face a l'Ukraine (défaite 0-2). Titulaire régulier avec Deschamps, il perd sa place de titulaire à cause de l'éclosion de Raphaël Varane et des 2 buts de Mamadou Sakho qui donnent la qualification aux Bleus. Cependant, étant le troisième choix devant Eliaquim Mangala et Loïc Perrin, il est sélectionné pour le mondial (en compagnie de Varane, Sakho et Mangala) et joue les deux premiers matchs de préparation des Bleus où il affiche de bonnes performances. Lors de la coupe du monde 2014 au Brésil, il joue le dernier match de poule contre l'Équateur, et se fait remarquer comme « l'homme du match ». Il jouera ensuite le huitième de finale contre le Nigeria (victoire 2-0) et rentre dans les 20 dernières minutes de jeu contre l'Allemagne (défaite 0-1) à la place de Mamadou Sakho sorti blessé.
Il fait partie de la liste des 23 joueurs français sélectionnés pour disputer l'Euro 2016. Il marque ensuite son premier but en sélection lors du match de préparation face à l'Écosse en déviant un corner de la tête dans le but (victoire 3-0). Lors du championnat d'Europe, il est titulaire indiscutable de la défense française d'abord aux côtés d'Adil Rami puis de Samuel Umtiti à partir des quarts de finale. Intraitable en défense durant toute la compétition, il ne peut empêcher la défaite en finale face au Portugal.
Juste après l'Euro 2016, il reste titulaire en équipe de France soit aux côtés de Raphaël Varane, soit aux côtés de Samuel Umtiti. Le 7 novembre 2017, il annonce qu'il prendra sa retraite internationale après la Coupe du monde 2018.
Il se blesse gravement lors de la demi-finale retour de la Ligue Europa le 3 mai 2018 face à l'Atlético de Madrid, soit un mois avant le début de la Coupe du monde 2018. Il est donc forfait pour la compétition. En octobre 2018, toujours blessé, il indique prendre sa retraite internationale. Au sujet du titre des Bleus à la Coupe du monde 2018, il déclare notamment que la « victoire m'a certainement fait beaucoup plus de mal psychologiquement que ma blessure », ajoutant que c'est une « cicatrice qui restera là toute ma vie ».

### Reconversion
Après sa carrière de joueur, Laurent Koscielny devient notamment entraîneur adjoint de l'équipe des moins de 17 ans du FC Lorient en 2023. Un an plus tard, lors de l'été 2024, il devient directeur sportif du club.

## Statistiques
| Saison                | Club                  | Championnat           | Championnat | Championnat | Coupe nationale | Coupe nationale | Coupe de la Ligue | Coupe de la Ligue | Supercoupe | Supercoupe | Compétition(s) continentale(s) | Compétition(s) continentale(s) | Compétition(s) continentale(s) | France | France | Total | Total |
| Saison                | Club                  | Division              | M.          | B.          | M.              | B.              | M.                | B.                | M.         | B.         | Comp.                          | M.                             | B.                             | M.     | B.     | M.    | B.    |
| 2004-2005             | EA Guingamp           | Ligue 2               | 11          | 0           | 1               | 0               | 2                 | 0                 | -          | -          | -                              | -                              | -                              | -      | -      | 14    | 0     |
| 2005-2006             | EA Guingamp           | Ligue 2               | 9           | 0           | 1               | 0               | 0                 | 0                 | -          | -          | -                              | -                              | -                              | -      | -      | 10    | 0     |
| 2006-2007             | EA Guingamp           | Ligue 2               | 21          | 0           | 1               | 0               | 1                 | 0                 | -          | -          | -                              | -                              | -                              | -      | -      | 23    | 0     |
| Sous-total            | Sous-total            | Sous-total            | 41          | 0           | 3               | 0               | 3                 | 0                 | -          | -          | -                              | -                              | -                              | -      | -      | 47    | 0     |
| 2007-2008             | Tours FC              | National              | 33          | 1           | 5               | 0               | 1                 | 1                 | -          | -          | -                              | -                              | -                              | -      | -      | 39    | 2     |
| 2008-2009             | Tours FC              | Ligue 2               | 34          | 5           | 4               | 1               | 1                 | 0                 | -          | -          | -                              | -                              | -                              | -      | -      | 39    | 6     |
| Sous-total            | Sous-total            | Sous-total            | 67          | 6           | 9               | 1               | 2                 | 1                 | -          | -          | -                              | -                              | -                              | -      | -      | 78    | 8     |
| 2009-2010             | FC Lorient            | Ligue 1               | 35          | 3           | 1               | 0               | 4                 | 1                 | -          | -          | -                              | -                              | -                              | -      | -      | 40    | 4     |
| 2010-2011             | Arsenal FC            | Premier League        | 30          | 2           | 3               | 0               | 6                 | 1                 | -          | -          | C1                             | 4                              | 0                              | -      | -      | 43    | 3     |
| 2011-2012             | Arsenal FC            | Premier League        | 33          | 2           | 2               | 0               | 1                 | 0                 | -          | -          | C1                             | 6                              | 1                              | 4      | 0      | 46    | 3     |
| 2012-2013             | Arsenal FC            | Premier League        | 25          | 2           | 3               | 0               | 1                 | 1                 | -          | -          | C1                             | 5                              | 1                              | 6      | 0      | 40    | 4     |
| 2013-2014             | Arsenal FC            | Premier League        | 32          | 2           | 4               | 1               | 1                 | 0                 | -          | -          | C1                             | 9                              | 0                              | 11     | 0      | 57    | 3     |
| 2014-2015             | Arsenal FC            | Premier League        | 27          | 3           | 5               | 0               | -                 | -                 | 1          | 0          | C1                             | 6                              | 0                              | 2      | 0      | 41    | 3     |
| 2015-2016             | Arsenal FC            | Premier League        | 33          | 4           | 3               | 0               | -                 | -                 | 1          | 0          | C1                             | 7                              | 0                              | 13     | 1      | 57    | 5     |
| 2016-2017             | Arsenal FC            | Premier League        | 33          | 2           | 2               | 0               | -                 | -                 | -          | -          | C1                             | 8                              | 0                              | 11     | 0      | 54    | 2     |
| 2017-2018             | Arsenal FC            | Premier League        | 25          | 2           | -               | -               | 2                 | 0                 | -          | -          | C3                             | 6                              | 0                              | 4      | 0      | 37    | 2     |
| 2018-2019             | Arsenal FC            | Premier League        | 18          | 3           | 1               | 0               | 1                 | 0                 | -          | -          | C3                             | 10                             | 0                              | -      | -      | 30    | 3     |
| Sous-total            | Sous-total            | Sous-total            | 256         | 22          | 23              | 1               | 11                | 2                 | 2          | 0          | -                              | 61                             | 2                              | 51     | 1      | 404   | 28    |
| 2019-2020             | Girondins de Bordeaux | Ligue 1               | 25          | 0           | 1               | 0               | 2                 | 0                 | -          | -          | -                              | -                              | -                              | -      | -      | 28    | 0     |
| 2020-2021             | Girondins de Bordeaux | Ligue 1               | 26          | 0           | -               | -               | -                 | -                 | -          | -          | -                              | -                              | -                              | -      | -      | 26    | 0     |
| 2021-2022             | Girondins de Bordeaux | Ligue 1               | 11          | 0           | -               | -               | -                 | -                 | -          | -          | -                              | -                              | -                              | -      | -      | 11    | 0     |
| Sous-total            | Sous-total            | Sous-total            | 62          | 0           | 1               | 0               | 2                 | 0                 | -          | -          | -                              | -                              | -                              | -      | -      | 65    | 0     |
| Total sur la carrière | Total sur la carrière | Total sur la carrière | 461         | 31          | 37              | 2               | 22                | 4                 | 2          | 0          | -                              | 61                             | 2                              | 51     | 1      | 634   | 40    |

### Détails des sélections et buts avec la France
| Compétition    | MJ | Buts | V  | N | D  |
| -------------- | -- | ---- | -- | - | -- |
| Coupe du monde | 4  | 0    | 2  | 1 | 1  |
| Euro           | 8  | 0    | 5  | 1 | 2  |
| Qualif. CdM    | 14 | 0    | 7  | 4 | 3  |
| Qualif. Euro   | 0  | 0    | 0  | 0 | 0  |
| Matchs amicaux | 25 | 1    | 16 | 3 | 6  |
| Total          | 51 | 1    | 30 | 9 | 12 |

| Matchs internationaux de Laurent Koscielny | Matchs internationaux de Laurent Koscielny | Matchs internationaux de Laurent Koscielny          | Matchs internationaux de Laurent Koscielny | Matchs internationaux de Laurent Koscielny | Matchs internationaux de Laurent Koscielny | Matchs internationaux de Laurent Koscielny                          |
|                                            | Date                                       | Lieu                                                | Adversaire                                 | Résultat                                   | Compétition                                | Notes                                                               |
| ------------------------------------------ | ------------------------------------------ | --------------------------------------------------- | ------------------------------------------ | ------------------------------------------ | ------------------------------------------ | ------------------------------------------------------------------- |
| 1.                                         | 11 novembre 2011                           | Stade de France, Saint-Denis, France                | États-Unis                                 | 1 - 0                                      | Match amical                               | Titulaire.                                                          |
| 2.                                         | 31 mai 2012                                | Stade Auguste-Delaune, Reims, France                | Serbie                                     | 2 - 0                                      | Match amical                               | Entre en jeu à la place de Philippe Mexès à la 72e minute de jeu.   |
| 3.                                         | 5 juin 2012                                | MMArena, Le Mans, France                            | Estonie                                    | 4 - 0                                      | Match amical                               | Entre en jeu à la place d'Alou Diarra à la 65e minute de jeu.       |
| 4.                                         | 23 juin 2012                               | Donbass Arena, Donetsk, Ukraine                     | Espagne                                    | 2 - 0                                      | Euro 2012                                  | Titulaire.                                                          |
| 5.                                         | 12 octobre 2012                            | Stade de France, Saint-Denis, France                | Japon                                      | 0 - 1                                      | Match amical                               | Titulaire.                                                          |
| 6.                                         | 16 octobre 2012                            | Stade Vicente Calderón, Madrid, Espagne             | Espagne                                    | 1 - 1                                      | Éliminatoires mondial 2014                 | Titulaire.                                                          |
| 7.                                         | 14 novembre 2012                           | Stade Ennio-Tardini, Parme, Italie                  | Italie                                     | 1 - 2                                      | Match amical                               | Titulaire.                                                          |
| 8.                                         | 6 février 2013                             | Stade de France, Saint-Denis, France                | Allemagne                                  | 1 - 2                                      | Match amical                               | Titulaire et remplacé par Adil Rami à la 46e minute de jeu.         |
| 9.                                         | 26 mars 2013                               | Stade de France, Saint-Denis, France                | Espagne                                    | 0 - 1                                      | Éliminatoires mondial 2014                 | Titulaire.                                                          |
| 10.                                        | 5 juin 2013                                | Stade Centenario, Montevideo, Uruguay               | Uruguay                                    | 1 - 0                                      | Match amical                               | Titulaire.                                                          |
| 11.                                        | 14 août 2013                               | Stade Roi Baudouin, Bruxelles, Belgique             | Belgique                                   | 0 - 0                                      | Match amical                               | Titulaire.                                                          |
| 12.                                        | 6 septembre 2013                           | Stade Boris-Paichadze, Tbilissi, Géorgie            | Géorgie                                    | 0 - 0                                      | Éliminatoires mondial 2014                 | Titulaire.                                                          |
| 13.                                        | 10 septembre 2013                          | Stade central, Gomel, Biélorussie                   | Biélorussie                                | 4 - 2                                      | Éliminatoires mondial 2014                 | Titulaire.                                                          |
| 14.                                        | 15 octobre 2013                            | Stade de France, Saint-Denis, France                | Finlande                                   | 3 - 0                                      | Éliminatoires mondial 2014                 | Titulaire.                                                          |
| 15.                                        | 15 novembre 2013                           | Stade olympique, Kiev, Ukraine                      | Ukraine                                    | 0 - 2                                      | Barrages du mondial 2014                   | Titulaire et expulsé à la 90e minute de jeu.                        |
| 16.                                        | 27 mai 2014                                | Stade de France, Saint-Denis, France                | Norvège                                    | 4 - 0                                      | Match amical                               | Titulaire.                                                          |
| 17.                                        | 1er juin 2014                              | Allianz Riviera, Nice, France                       | Paraguay                                   | 1 - 1                                      | Match amical                               | Titulaire.                                                          |
| 18.                                        | 20 juin 2014                               | Itaipava Arena Fonte Nova, Salvador, Brésil         | Suisse                                     | 5 - 2                                      | Coupe du monde 2014                        | Entre en jeu à la place de Mathieu Valbuena à la 82e minute de jeu. |
| 19.                                        | 25 juin 2014                               | Stade Maracanã, Rio de Janeiro, Brésil              | Équateur                                   | 0 - 0                                      | Coupe du monde 2014                        | Titulaire.                                                          |
| 20.                                        | 30 juin 2014                               | Stade national, Brasilia, Brésil                    | Nigeria                                    | 2 - 0                                      | Coupe du monde 2014                        | Titulaire.                                                          |
| 21.                                        | 4 juillet 2014                             | Stade Maracanã, Rio de Janeiro, Brésil              | Allemagne                                  | 1 - 0                                      | Coupe du monde 2014                        | Entre en jeu à la place de Mamadou Sakho à la 71e minute de jeu.    |
| 22.                                        | 29 mars 2015                               | Stade Geoffroy-Guichard, Saint-Étienne, France      | Danemark                                   | 2 - 0                                      | Match amical                               | Titulaire.                                                          |
| 23.                                        | 7 juin 2015                                | Stade de France, Saint-Denis, France                | Belgique                                   | 3 - 4                                      | Match amical                               | Titulaire.                                                          |
| 24.                                        | 4 septembre 2015                           | Estádio José Alvalade XXI, Lisbonne, Portugal       | Portugal                                   | 0 - 1                                      | Match amical                               | Titulaire.                                                          |
| 25.                                        | 13 novembre 2015                           | Stade de France, Saint-Denis, France                | Allemagne                                  | 2 - 0                                      | Match amical                               | Titulaire.                                                          |
| 26.                                        | 17 novembre 2015                           | Stade de Wembley, Londres, Angleterre               | Angleterre                                 | 2 - 0                                      | Match amical                               | Titulaire.                                                          |
| 27.                                        | 25 mars 2016                               | Amsterdam ArenA, Amsterdam, Pays-Bas                | Pays-Bas                                   | 2 - 3                                      | Match amical                               | Titulaire.                                                          |
| 28.                                        | 30 mai 2016                                | Stade de la Beaujoire, Nantes, France               | Cameroun                                   | 3 - 2                                      | Match amical                               | Titulaire.                                                          |
| 29.                                        | 4 juin 2016                                | Stade Saint-Symphorien, Longeville-lès-Metz, France | Écosse                                     | 3 - 0                                      | Match amical                               | Titulaire.                                                          |
| 30.                                        | 10 juin 2016                               | Stade de France, Saint-Denis, France                | Roumanie                                   | 2 - 1                                      | Euro 2016                                  | Titulaire.                                                          |
| 31.                                        | 15 juin 2016                               | Stade Vélodrome, Marseille, France                  | Albanie                                    | 2 - 0                                      | Euro 2016                                  | Titulaire.                                                          |
| 32.                                        | 19 juin 2016                               | Stade Pierre-Mauroy, Villeneuve-d'Ascq, France      | Suisse                                     | 0 - 0                                      | Euro 2016                                  | Titulaire.                                                          |
| 33.                                        | 26 juin 2016                               | Parc Olympique lyonnais, Décines-Charpieu, France   | République d'Irlande                       | 2 - 1                                      | Euro 2016                                  | Titulaire.                                                          |
| 34.                                        | 3 juillet 2016                             | Stade de France, Saint-Denis, France                | Islande                                    | 5 - 2                                      | Euro 2016                                  | Titulaire et remplacé par Eliaquim Mangala à la 72e minute de jeu.  |
| 35.                                        | 7 juillet 2016                             | Stade Vélodrome, Marseille, France                  | Allemagne                                  | 2 - 0                                      | Euro 2016                                  | Titulaire.                                                          |
| 36.                                        | 10 juillet 2016                            | Stade de France, Saint-Denis, France                | Portugal                                   | 0 - 1                                      | Euro 2016                                  | Titulaire.                                                          |
| 37.                                        | 1er septembre 2016                         | Stade San Nicola, Bari, Italie                      | Italie                                     | 1 - 3                                      | Match amical                               | Titulaire et remplacé par Samuel Umtiti à la 83e minute de jeu.     |
| 38.                                        | 6 septembre 2016                           | Borisov Arena, Borisov, Biélorussie                 | Biélorussie                                | 0 - 0                                      | Éliminatoires mondial 2018                 | Titulaire.                                                          |
| 39.                                        | 7 octobre 2016                             | Stade de France, Saint-Denis, France                | Bulgarie                                   | 4 - 1                                      | Éliminatoires mondial 2018                 | Titulaire.                                                          |
| 40.                                        | 10 octobre 2016                            | Amsterdam ArenA, Amsterdam, Pays-Bas                | Pays-Bas                                   | 0 - 1                                      | Éliminatoires mondial 2018                 | Titulaire.                                                          |
| 41.                                        | 11 novembre 2016                           | Stade de France, Saint-Denis, France                | Suède                                      | 2 - 1                                      | Éliminatoires mondial 2018                 | Titulaire.                                                          |
| 42.                                        | 15 novembre 2016                           | Stade Bollaert-Delelis, Lens, France                | Côte d'Ivoire                              | 0 - 0                                      | Match amical                               | Entre en jeu à la place de Raphaël Varane à la 46e minute de jeu.   |
| 43.                                        | 25 mars 2017                               | Stade Josy Barthel, Luxembourg, Luxembourg          | Luxembourg                                 | 3 - 1                                      | Éliminatoires mondial 2018                 | Titulaire.                                                          |
| 44.                                        | 28 mars 2017                               | Stade de France, Saint-Denis, France                | Espagne                                    | 0 - 2                                      | Match amical                               | Titulaire.                                                          |
| 45.                                        | 2 juin 2017                                | Roazhon Park, Rennes, France                        | Paraguay                                   | 5 - 0                                      | Match amical                               | Titulaire.                                                          |
| 46.                                        | 9 juin 2017                                | Friends Arena, Solna, Suède                         | Suède                                      | 2 - 1                                      | Éliminatoires mondial 2018                 | Titulaire.                                                          |
| 47.                                        | 13 juin 2017                               | Stade de France, Saint-Denis, France                | Angleterre                                 | 3 - 2                                      | Match amical                               | Entre en jeu à la place d' Olivier Giroud à la 52e minute de jeu.   |
| 48.                                        | 31 août 2017                               | Stade de France, Saint-Denis, France                | Pays-Bas                                   | 4 - 0                                      | Éliminatoires mondial 2018                 | Titulaire.                                                          |
| 49.                                        | 3 septembre 2017                           | Stadium de Toulouse, Toulouse, France               | Luxembourg                                 | 0 - 0                                      | Éliminatoires mondial 2018                 | Titulaire.                                                          |
| 50.                                        | 10 novembre 2017                           | Stade de France, Saint-Denis, France                | Pays de Galles                             | 2 - 0                                      | Match amical                               | Titulaire.                                                          |
| 51.                                        | 27 mars 2018                               | Stade Krestovski, Saint-Pétersbourg, Russie         | Russie                                     | 3 - 1                                      | Match amical                               | Titulaire.                                                          |

| Buts internationaux de Laurent Koscielny | Buts internationaux de Laurent Koscielny | Buts internationaux de Laurent Koscielny            | Buts internationaux de Laurent Koscielny | Buts internationaux de Laurent Koscielny | Buts internationaux de Laurent Koscielny | Buts internationaux de Laurent Koscielny | Buts internationaux de Laurent Koscielny |
|                                          | Date                                     | Lieu                                                | Adversaire                               | Score                                    | Résultat                                 | Compétition                              |                                          |
| ---------------------------------------- | ---------------------------------------- | --------------------------------------------------- | ---------------------------------------- | ---------------------------------------- | ---------------------------------------- | ---------------------------------------- | ---------------------------------------- |
| 1                                        | 4 juin 2016                              | Stade Saint-Symphorien, Longeville-lès-Metz, France | Écosse                                   | 3-0                                      | 3-0                                      | Match amical                             |                                          |

## Palmarès

### En club
| Tours FC                                            | Arsenal FC (4) | France                                      |
| --------------------------------------------------- | --- | ------------------------------------------- |
| - Championnat de National : - Vice-champion : 2008. | - Championnat d'Angleterre : - Vice-champion : 2016. - Coupe d'Angleterre : - Vainqueur : 2014 et 2015. - Coupe de la Ligue : - Finaliste : 2011 et 2018. - Community Shield : - Vainqueur : 2014 et 2015 - Ligue Europa : - Finaliste : 2019 | - Championnat d'Europe : - Finaliste : 2016 |

### Distinctions personnelles
- Étoile d'or France Football de Ligue 2 en 2009.
- Nommé dans l'équipe-type de la Ligue Europa en 2019.

## Vie privée
Il s'est marié avec Claire à Naves (Corrèze) le 15 juin 2015 et est père de deux enfants, une fille, née le 21 mars 2011, et un garçon, né le 1er février 2013.